# Competence Center for Applied Sensor Systems
Das CCASS  (Competence Center for Applied Sensor Systems) ist ein Kompetenzzentrum für angewandte Sensorik, mit Forschungsschwerpunkt auf dem Gebiet der Objektverfolgung und Navigation im Raum.
Leiter des CCASS ist Markus Haid.

## Inertialbasierte Navigation
Inertialbasierte Navigationssysteme beruhen auf einer Konstellation orthogonal zueinander angeordneter Beschleunigungs- und Orientierungssensoren, mit deren Hilfe Positionen und Orientierungen eines im Raum bewegten Objektes ermittelt werden können. Diese Systeme sind sehr flexibel, da sie nicht, wie andere herkömmliche Navigationslösungen, Signale aus ihrer Umgebung benötigen. Dabei bestehen Low-cost-Inertialsensorsysteme aus einfachen, kleinen und in der Regel massenhaft herstellbaren Sensormodulen, die sich aufgrund dessen zu miniaturisierten, leichten und vor allem sehr preiswerten Navigationslösungen integrieren lassen.
Die sonst auch stark driftbehafteten inertialen Messeinheiten hinsichtlich Langzeitstabilität und Zuverlässigkeit weiterzuentwickeln sowie  mittels leistungsfähigen Algorithmen zu verbessern ist eine zentrale Kernkompetenz des CCASS. Mit der so erreichbaren erhöhten Genauigkeit können unterschiedlichste Anwendungen der alltäglichen und industriellen Praxis erschlossen werden. Zur Realisierung solcher Anwendungen der trägheitsbasierten Navigation sowie zur Weiterentwicklung deren heutigen Standes der Technik ist das CCASS an der Hochschule Darmstadt eine zentrale Anlaufstelle für Studierende, Forschungseinrichtungen sowie Unternehmen. Darüber hinaus bündelt das CCASS eine breitgefächerte Sensorik-Kompetenz und unterstützt Forschungspartner und Anwender während der gesamten Projektdurchführung, unter anderem im Rahmen von Ideenfindungs-, Konzeptentwicklungs- und Innovationsworkshops.

## Forschungskooperation und Promotionskooperation CCASS - ZESS – IPA
Die seit 2009 bestehende Forschungskooperation zwischen der Hochschule Darmstadt, dem Zentrum für Sensorsysteme (ZESS) der Universität Siegen und dem Fraunhofer-Institut für Produktionstechnik und Automatisierung (Fraunhofer IPA) stellt für die Kooperationspartner eine Plattform zur gemeinsamen Beantragung von Forschungsvorhaben sowie zur gegenseitigen Unterstützung durchgeführter Projekte dar, an der das CCASS als Koordinator zentral beteiligt ist. Daneben soll die Promotionskooperation mit der Universität Siegen die Entstehung innovativer Projekte und Forschungsarbeiten an der Hochschule Darmstadt unterstützen sowie Absolventen und Mitarbeitern der Hochschule einen neuen, erleichterten Weg zur Promotion anbieten.

## Fachbereichsübergreifende Ausbildungsplattform für automatisierte messtechnische Aufgabenstellungen (FAAMA)
Im Rahmen der Initiative „FAAMA“ bietet das  CCASS, das neben der Hauptaktivität als Forschungseinrichtung eine von National Instruments zertifizierte LabVIEW-Academy ist, Studierenden, Dozenten und Mitarbeitern aller Fachbereiche der Hochschule Darmstadt die Teilnahme an Weiterbildungsseminaren zur LabVIEW-Applikationsentwicklung an, die sie mit der Prüfung zum „Certified LabVIEW Associate Developer“ (CLAD) abschließen können.

## Auszeichnungen
- Best Paper Award 2012, 5. Deutscher AAL-Kongress, Berlin